# Queso payoyo
 (décembre 2021).
Le queso payoyo est une marque déposée de fromage à base de lait de chèvre et de brebis produit par Queso Payoyo SL à Villaluenga del Rosario dans la Sierra de Grazalema, en Andalousie, Espagne.

## Histoire
En 1995, l'entreprise Queso Payoyo S.L. est créée à Villaluenga del Rosario. Sa marque, Payoyo, est déposée et brevetée en 1996, et commence sa vie réelle en septembre 1997 avec la première production de fromage. Le fromage a contribué à développer une petite industrie écologique et durable dans la Sierra de Cadix.

## Caractéristiques
Les fromages sont fabriqués à partir de lait de chèvre, de lait de brebis ou d'un mélange des deux. Ainsi, à l'intérieur de chaque type, on peut trouver différentes variétés : frais, semi-séché, séché, lardé, romarin, son ou paprika.

## Distribution
Ils sont distribués dans toute l'Espagne et exportés vers des pays tels que le Royaume-Uni, les États-Unis, le Japon, l'Italie, la Suède et la Belgique et ont remporté de nombreux prix nationaux et internationaux prestigieux.